# Careu / Carré
Careu / Carré este un film românesc din 2016 regizat de Anca Damian. Rolurile principale au fost interpretate de actorii Eugénie Derouand, Marie Kauffmann, Benoît Michel.

## Distribuție
Distribuția filmului este alcătuită din:
- Tony Zarouel — Ahmed
- Eugénie Derouand — Claire
- Marie Kauffmann — Danielle
- Benoît Michel — Julien